# 桃叶珊瑚属
桃叶珊瑚属（Aucuba）是真雙子葉植物絞木科下的一個屬，大约有3-10种，都是生长在东亚，分布从喜马拉雅山东端到日本，是常绿灌木或小乔木（有2-13米高），单叶对生，革质，外观类似月桂树，有8-25厘米长，2-7厘米宽，雌雄异株，花直径为4-8毫米，花瓣4；果实为红色浆果，直径约为1厘米。

## 分類
种
以前的分类只有三种（桃叶珊瑚、密毛桃叶珊瑚和青木），但最新的分类认为可以分为十种：
- 斑叶珊瑚 Aucuba albopunctifolia 2-6米高灌木，生长在中国南方；
- 桃叶珊瑚 Aucuba chinensis 3-6米高灌木，生长在中国南方、台湾、缅甸、越南北方；
- 缘花桃叶珊瑚 Aucuba chlorascens 7米高灌木，生长在中国云南；
- 密花桃叶珊瑚 Aucuba confertiflora 4米高灌木，生长在中国云南；
- 琵琶叶珊瑚 Aucuba eriobotryifolia 13米高小树，生长在中国云南；.
- 纤尾桃叶珊瑚Aucuba filicauda 4米高灌木，生长在中国南方；
- 密毛桃叶珊瑚 Aucuba himalaica 8-10米高小树，生长在中国南方，喜马拉雅山东部，缅甸北方；
- 青木 Aucuba japonica 4米高灌木，生长在日本南方，韩国南方，台湾，中国浙江；
- 倒心叶珊瑚 Aucuba obcordata 4米高灌木，生长在中国南方；
- 粗梗桃叶珊瑚 Aucuba robusta 灌木，生长在中国广西；

1981年的克朗奎斯特分类法将桃叶珊瑚属列入山茱萸科，1998年根据基因亲缘关系分类的APG 分类法将桃叶珊瑚属单独列为一个科，放在绞木目下，2003年根据基因亲缘关系分类的APG II 分类法认为本科可以和绞木科有选择地合并。

## 用途
目前已经作为观赏植物被各地引进，其中最著名的是洒金桃叶珊瑚（Aucuba japonica Variegata），其叶面有黄色星点，是著名的观叶植物。